# Liesbet Vrieleman
Liesbet Vrieleman (Borgloon, 1976) is een Belgisch redacteur.

## Levensloop
Vrieleman behaalde een bachelor regisseur aan de Media & Design Academie te Genk. 
Sinds 1999 werkt ze voor de VRT, eerst bij één en Ketnet, als redacteur en eindredacteur bij onder meer 1000 zonnen en Mijn gedacht. In 2002 werd ze eindredacteur voor het jeugdjournaal Karrewiet en in 2004 reporter bij Koppen. In 2005 werd ze eindredacteur van dit reportageprogramma. In 2007-2008 was ze eindredacteur van Volt.  
Op 1 september 2008 volgde ze Jos Bouveroux op in het college van hoofdredacteurs waar ze samen met Wim Willems verantwoordelijkheid had voor de nieuwsprogramma's. Het college bestond toen nog uit vijf personen. Minder dan een jaar later promoveerde ze naar haar functie als algemeen hoofdredacteur in opvolging van Pieter Knapen, en werd de vermindering van het aantal hoofdredacteurs van vijf naar drie aangekondigd.  Ze had in die functie ook de eindverantwoordelijkheid over het online nieuwsaanbod en de gemeenschappelijke middelen. Haar collega's in het college van hoofdredacteurs waren Wim Willems, hoofdredacteur Nieuws (radio en televisie) en Kris Hoflack, hoofdredacteur Duiding (ook zowel radio als televisie).
Vanaf 1 september 2011 werd ze actief voor De Vijver, waar ze vanaf maart 2012 de functie van programmadirecteur bij VT4 en VIJFtv opnam in opvolging van Eddy De Wilde, na eerst de zenders van SBS Belgium te hebben geïntegreerd binnen het geheel van De Vijver. Ze legde met onmiddellijke ingang haar taken als hoofdredacteur van VRT Nieuws neer. Onder haar leiding werden deze zenders omgevormd tot respectievelijk VIER en VIJF. In februari 2016 verliet ze de groep weer. Ze werd opgevolgd door Annick Bongers.
Op 26 mei 2016 werd Vrieleman benoemd tot algemeen hoofdredacteur van de VRT. Hiermee volgde ze Luc Rademakers op. Ze trad in functie op 1 juni 2016.
Ze heeft een relatie met Rudi Vranckx.